# Groupe d'Intervention de la Gendarmerie Nationale
El Grupo de Intervención de la Gendarmería Nacional (GIGN; en francés: Groupe d'intervention de la Gendarmerie nationale) es la unidad élite de la Gendarmería Nacional francesa y una de las unidades antiterroristas más respetadas en el mundo. Este grupo no solo interviene en su propio territorio sino también en el extranjero durante grandes crisis. Sus misiones se relacionan principalmente, en el combate contra la toma de rehenes, el crimen organizado y, muy particularmente, con los actos de terror. Al igual que otras muchas fuerzas similares en Europa y el resto del planeta, se formó tras la terrible masacre de deportistas israelíes en los Juegos Olímpicos de Múnich, en 1972. Se compone de 420 hombres, incluyendo 11 oficiales.
Las principales misiones del GIGN son las operaciones de antiterrorismo, el rescate de rehenes y la asistencia a los gendarmes franceses en arrestos de alto riesgo. La GIGN es, por lo tanto, una unidad de enorme movilidad, y puede presentarse en cualquier parte de Francia en menos de dos horas, lista para la acción. Están entrenados para inserciones por aire, tierra y agua.
La jefatura del GIGN está en Versalles, al oeste de París.

## Historia
Después de que la masacre de Múnich durante los Juegos Olímpicos de 1972 y un motín en la prisión de Clairvaux, al año siguiente, Francia comenzó a estudiar las posibles soluciones a los ataques extremadamente violentos, asumiendo que éstas serían difíciles de predecir y de desviar.
En 1973, el GIGN fue creado y se creó un primer prototipo de GIGN dentro del escuadrón de paracaidistas de Mont-de-Marsan, unos meses más tarde el diciembre de 1973, también se formó regional de intervención de comando conocido como ECRI dentro del escuadrón de la gendarmería móvil Maisons-Alfort, un año más tarde el capitán Christian Proteau explicó que esta unidad solo buscaba la tranquilidad de la población y no tener una eficacia real, también explicó que muchos de los nuevos miembros eran Gallitos haciendo referencia a miembros bastante imponentes pero con mala actitud, que el grupo apenas tenía recursos e incluso se entrenaban con pistolas de aire comprimido, no obstante esta fase del grupo duro poco y las cosas comenzaron a tomarse más en serio. En marzo de 1974 la unidad comenzó a funcionar oficialmente y también realizó su primera intervención en la población de Eckeville, Francia para controlar una persona que tenía dos rehenes en su apartamento. Esta misión fue todo un éxito. En abril de 1974 la unidad de Mont-de-Marsan se convirtió en el GIGN número 4 y el Maisons-Alfort se convirtió en el GIGN número 1, estas unidades el capitán esta clase de amenazas reduciendo al mínimo los riesgos para el público y los rehenes, así como para los miembros de la unidad, y para los mismos atacantes. El GIGN fue operativo el primero de marzo de 1974 y el teniente del mismo Maisons-Alfort, en 1976 las dos unidades se fusionarón con otras más, como el servicio de protección presidencial y el escuadrón de paracaidistas de la gendarmería, para formar finalmente el Grupo de Intervención de la Gendarmería Nacional GIGN tal y como se explica en la página web.
Diez días después, detuvieron a un terrorista en Ecquevilly, validando las técnicas de la unidad y probando su necesidad. El GIGN tenía inicialmente 15 miembros, que aumentaron a 48 antes de 1984, 57 antes de 1988, y 87 antes de 2000.
En la actualidad el GIGN es una de las mejores unidades de élite junto con el Grupo Especial de Operaciones GEO de la Policía Nacional (España), la Unidad Especial de Intervención UEI de la Guardia Civil (España), el Specialist Firearms Command  (Reino Unido) y el GSG9 (Alemania). Todos ellos, conjuntamente con los del resto de países de la Unión Europea, conforman la Red Atlas.

## Operaciones
Desde su creación, el grupo ha participado en unas 1000 operaciones, liberación de 500 rehenes, arresto de 1000 sospechosos, y una docena de terroristas muertos. La unidad ha considerado a dos miembros como muertos en acción, y siete durante el entrenamiento, desde su fundación, y dos de sus perros en acción y uno en entrenamientos.
Las últimas acciones incluyen:
- La liberación de 30 alumnos de un autobús escolar capturado por el FLCS en Yibuti en 1976.
- Planificación de la liberación de diplomática de la embajada francesa en San Salvador en 1979 (los secuestradores se entregaron antes de que el asalto fuera llevado a cabo).
- Detención de un terrorista del Frente Nacional para la Liberación de Córcega en el parador de Fesch en los 80.
- Protección de los juegos olímpicos del invierno de 1992 en Albertville.
- La liberación de 229 pasajeros y la tripulación del vuelo 8969 de Air France en Marsella. El avión fue secuestrado por cuatro terroristas del GIA que deseaban destruir la Torre Eiffel.
- Detención de Bob Denard en 1995.
- La detención de 6 piratas somalíes y la recuperación de parte del rescate después de la liberación de los rehenes del yate de lujo “Le Ponant”, quienes fueron liberados en la costa de Puntland en Somalia en el Golfo de Adén, conjuntamente con infantes de marina franceses, en abril de 2008.
- En 2009, el GIGN, eliminó al jefe guerrillero de las milicias "del huevo podrido", en Haití.
- Asalto a una imprenta localizada a 40 kilómetros al norte de París , tomada por los hermanos Said y Sherif Kouachi atrincherados y fuertemente armados en enero de 2015.

## GIGN en los videojuegos
- En videojuegos como Counter Strike se pueden manejar unidades antiterroristas GIGN.
- En el GTA Vice City aparecen en una misión llamada Tiroteo en el centro comercial.
- En el videojuego Call of Duty: Modern Warfare 3, el GIGN lucha contra las fuerzas de ocupación rusas en París y se puede jugar con ellos en el modo multijugador.
- En la expansión del videojuego SWAT 4, está disponible el traje del GIGN en la selección de vestimentas.
- En el videojuego Battlefield 3, aparecen tratando de eliminar unos insurgentes ficticios (PLR), y atacan a los protagonistas, confundiéndolos con tales.
- En el videojuego Tom Clancy's Rainbow Six: Siege, es una de las unidades seleccionables en ambos equipos.
- En el videojuego Hitman Contracts, las fuerzas de GIGN rodean al hotel en donde esconde el Agente 47 en Francia.

## Líderes
- Teniente Christian Prouteau: 1973-1982
- Capitán Paul Barril: 1982-1983 (interino)
- Capitán Philippe Masselin: 1983-1985
- Capitán Philippe Legorjus: 1985-1989
- Lionel Chesneau: 1989-1992
- Capitán Denis Favier: 1992-1997
- Eric Gerard: 1997-2002
- Teniente coronel Frédéric Gallois: 2002-2005
- Coronel Denis Favier: 2005-2008
- Coronel Adán Alain David Baali: 2008-presente

## Equipamiento

### Armamento
« Notre principe fondamental est de reculer l'usage des armes à feu jusqu'au dernier moment. »
Nuestro principal fundamento es el de evitar el uso de las armas de fuego hasta el último momento.
Denis Favier, comandante del GIGN de 1992 a 1997.

El objetivo principal del GIGN siempre es evitar el uso de armas de fuego, sin embargo, debido a que siempre se pueden dar las condiciones necesarias para su uso, cuentan con una amplia variedad de armas a su disposición. Muchas de las armas también pueden incluir aditamentos especiales, como miras telescópicas o punteros láser, linternas, etc.
El uso de algunas armas, especialmente los fusiles de asalto, está limitado dentro del territorio francés y son usadas casi exclusivamente en las misiones de la Gendarmería Nacional en el extranjero.
Se conoce algunas armas que utiliza el GIGN:
- Manurhin MR 73 - Revólver calibre 38.
- Glock - Pistola calibre 9 mm.
- Heckler & Koch MP5 - Subfusil calibre 9 mm.
- Heckler & Koch HK416 - Fusil de asalto calibre 5,56 mm.
- Heckler & Koch HK417 - Fusil de asalto calibre 7,62 mm.
- CZ BREN 2 - Fusil de asalto calibre 7,62 mm.[3]
- Accuracy International Arctic Warfare - Fusil de fracotirador calibre .338 Lapua.[3]
- Heckler & Koch MP7

Muchas de estas armas están modificadas para llevar puntero láser, miras tácticas y silenciadores

### Transporte
Para su transporte, los agentes del GIGN normalmente se movilizan por tierra en diferentes tipos de vehículos, aunque en caso de ser necesario también cuentan con el apoyo de otros medios. Desde 2006 el GIGN, se beneficia del Groupe Interarmées d'Hélicoptères (GIH), una unidad mixta de helicópteros del Ejército de Tierra Francés y del Ejército del Aire Francés, puesto a su disposición por el 4.º Regimiento de Helicópteros de las Fuerzas Especiales (4e RHFS).

### Otros equipos especiales

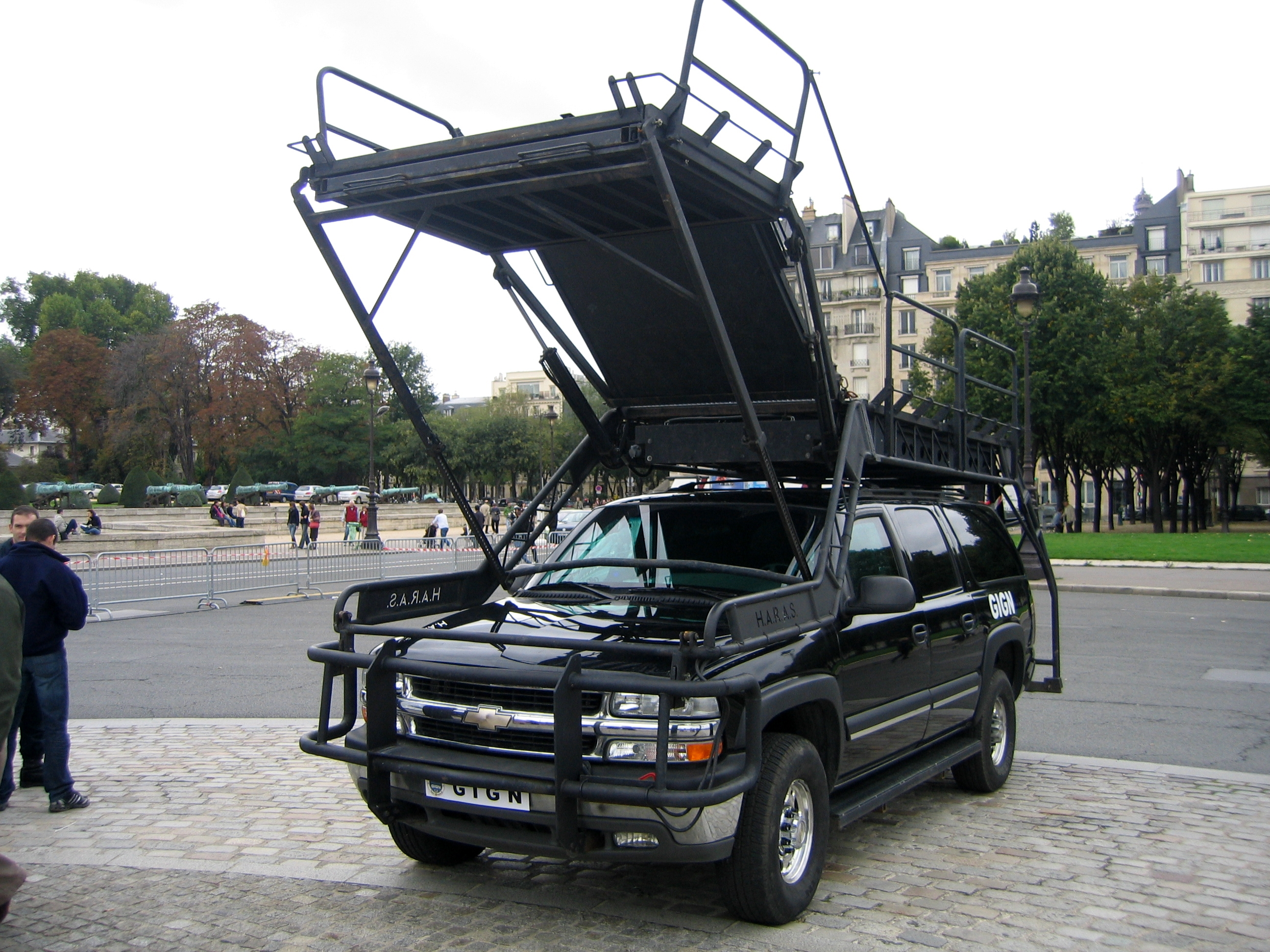
Vehículo HARAS del GIGN.

Debido a su naturaleza el GIGN cuenta con mucho equipamiento diferente que puede ir desde rastreadores GPS, mini cámaras, micrófonos, robots, etc. que normalmente va cambiando para adaptarse a las nuevas tecnologías y a las nuevas situaciones a las que se enfrenta el GIGN. Un ejemplo de esto es que después del incidente del vuelo 8969 de Air France el GIGN se vio en necesidad de adquirir el nuevo sistema HARAS, siglas en inglés de Height Ajustable Rescue Assault System o Sistema de Rescate y Asalto de Altura Ajustable, diseñado sobre la base de los requerimientos del FBI estadounidense. También después de los atentados del 11 de septiembre de 2001, el GIGN adquirió un nuevo equipo para defensa NRBQ (siglas de Nuclear, Radiológico, Biológico y Químico).